# (52975) Cyllarus
(52975) Cyllarus (1998 TF35) – planetoida z grupy centaurów okrążająca Słońce w ciągu 133,32 lat w średniej odległości 26,09 j.a. Odkryta 12 października 1998 roku.